# Bo Ingerstam
Bo Ingerstam, född 20 februari 1951, är en tidigare svensk programledare i TV. Ingerstam var programledare för Packat & Klart 1988–1995 och arbetade tidigare bland annat som redaktör för Trafikmagasinet och nyhetsuppläsare för Gävle-Dala. Ingerstam har därefter arbetat som pressinformatör på Banverket.